# سرقة معدات البناء

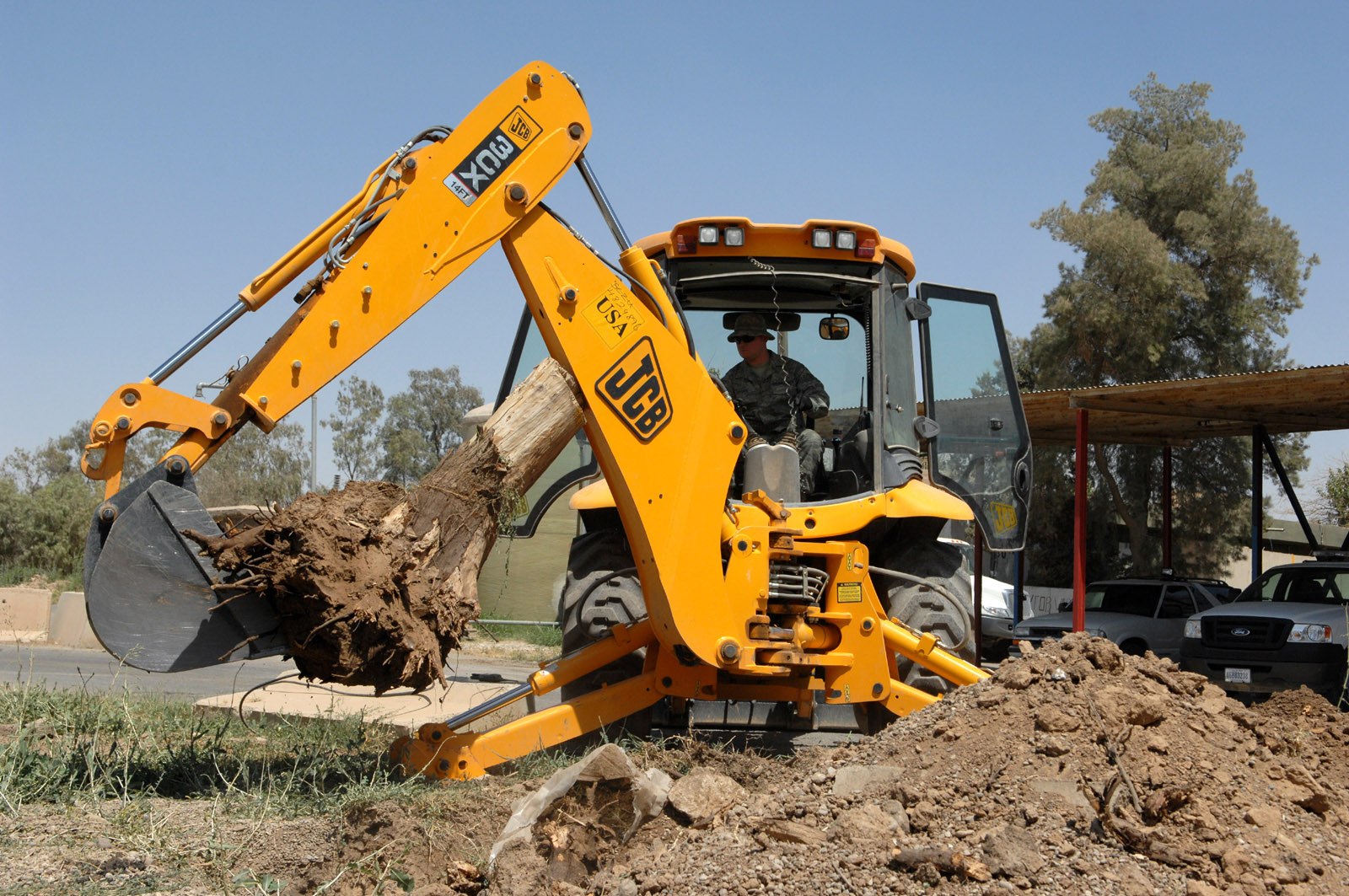

سرقة معدات البناء، هو فعل إجرامي لسرقة أو محاولة سرقة معدات البناء، بما في ذلك كافة أنواع المعدات الثقيلة. اعتُرف بأن سرقة معدات البناء هي مشكلة كبيرة في الولايات المتحدة وأماكن أخرى في العالم، بما في ذلك كندا وأستراليا وأوروبا واليابان.

## حوادث
يُعتقد أن معدات البناء تُستهدف من قبل اللصوص لأنها غالبًا ما تكون متوسطة التأمين وسهلة التنكر ومكلفة للغاية. يمكن أن تُكلف بعض معدات البناء ما يصل إلى 150,000 دولار. يمكن أن تكلف الجرافات من 45,000 دولار إلى 55,000 دولار (هذه الأرقام والأرقام الأخرى بالدولار الأمريكي في عام 2010)؛ يمكن أن تكلف الجرافات انزلاقية التوجيه من 25,000 دولار إلى 35,000 دولار والمولدات الكهربائية من 25,000 دولار إلى 150,000 دولار (لتركيب مقطورة) والرافعات الشوكية من 12,000 إلى 50,000 دولار.
يزيل اللصوص عادةً جميع الأرقام المميزة قبل إعادة بيع العناصر، إلى مقاولين جاهلين غالبًا. قد تُجرد المعدات الأخرى إلى مكونات لإعادة بيعها منفصلة في السوق السوداء. تُباع بعض العناصر المسروقة في الولايات المتحدة والمملكة المتحدة خارج البلاد.
يمكن أن تحدث السرقات من مواقع البناء من قبل اللصوص الذين يتظاهرون بأنهم عملاء لشركات التأجير ومن مناطق تخزين المعدات. تُستخدم معدات البناء المسروقة أحيانًا في ارتكاب جرائم أخرى. على سبيل المثال، استخدم اللصوص معدات البناء لنقل أجهزة الصراف الآلي البنكية أو تدميرها.

## نطاق المشكلة
وفقًا لشركة الطيب للمعدات الثقيلة وتجارة الماكينات المستعملة، وهي شركة ذات مسئولية محدودة والتي يقع مقرها في دولة الإمارات العربية المتحدة، أُبلغت الرابطة اليابانية لمصنعي معدات البناء عن أكثر من 450 عنصرًا من معدات البناء المسروقة في عام 2008 في اليابان وحدها.
في الولايات المتحدة، قدر المكتب الوطني لجرائم التأمين أنه بحلول عام 2007 سُرق أكثر من مليار دولار من معدات البناء كل عام.
في المملكة المتحدة، وفقًا لتقرير سرقة المعدات لعام 2009، الذي نشره السجل الوطني للمواد والمعدات، كانت العناصر الأكثر سرقة في هذا البلد في عام 2008 هي المقطورات (911 سرقة) والحفارات (849) وشاحنات التفريغ في الموقع (244) ومعدات المناولة (202). كانت الزيادات الكبرى في السرقات في الجرارات الزراعية (ما يصل إلى 149%) والدراجات الرباعية (ما يصل إلى 83%) وشاحنات الروافع الشوكية (ما يصل إلى 67%) والمولدات الكهربائية المحمولة (ما يصل إلى 55%). قال مدير سجل المعدات تيم بيربريك أن المجرمين المنظمين وجدوا أن سرقة معدات البناء مربحة للغاية.

## تدابير مكافحة السرقة
اعتبارًا من عام 1998، طبقت سلسلة متاجر هوم ديبوت، التي تستأجر معدات البناء، سياستين قللت من السرقة بشكل كبير، وفقًا للشركة: توقفت عن ترك المعدات في المقطورات، مما يجعلها جاهزة للسحب، واستخدمت أقفال الإطارات بدلًا من السلاسل لتأمين المعدات في مكانها. «عندما يرى اللصوص المحتملون أن عليهم تحميل المعدات على مقطورة، والذي يستغرق وقتًا إضافيًا، ويحدث مزيدًا من الضجيج وقد يلفت الانتباه إلى أفعالهم، قرروا أن الأمر لا يستحق العناء»، وهذا ما رواه دان ماكاريفي، مدير الإنتاج لمتاجر هوم ديبوت للمعدات المستأجرة فرع أمريكا الشمالية لـسجل المعدات المستأجرة، وهي نشرة اقتصادية في المملكة المتحدة، يسمح برنامج أمان وتسجيل معدات البناء والسجل الوطني للمواد والمعدات للشركات بتسجيل المعدات للمساعدة في استعادة العناصر المسروقة.